# Гунув-Кольонія
Гунув-Кольонія (пол. Gunów-Kolonia) — село в Польщі, у гміні Казімежа-Велька Казімерського повіту Свентокшиського воєводства.
Населення — 170 осіб (2011).
У 1975-1998 роках село належало до Келецького воєводства.

## Демографія
Демографічна структура на день 31 березня 2011 року:
|          | Загалом | Допрацездатний вік | Працездатний вік | Постпрацездатний вік |
| -------- | ------- | ------------------ | ---------------- | -------------------- |
| Чоловіки | 88      | 22                 | 59               | 7                    |
| Жінки    | 82      | 15                 | 50               | 17                   |
| Разом    | 170     | 37                 | 109              | 24                   |